# Eburia stigmatica
Eburia stigmatica es una especie de escarabajo longicornio del género Eburia, tribu Eburiini, familia Cerambycidae. Fue descrita científicamente por Chevrolat en 1835.
Se distribuye por México y Estados Unidos.

## Descripción
La especie mide 20-37,8 milímetros de longitud. El período de vuelo ocurre en los meses de enero, marzo, abril, mayo, junio, julio, agosto, septiembre, octubre, noviembre y diciembre.